# Chionaema basialba
Chionaema basialba là một loài bướm đêm thuộc phân họ Arctiinae, họ Erebidae.